# Port lotniczy Kota Kinabalu
Port lotniczy Kota Kinabalu (IATA: BKI, ICAO: WBKK) – międzynarodowy port lotniczy położony 8 km od Kota Kinabalu. Jest drugim co do wielkości portem lotniczym w Malezji (po Kuala Lumpur). W 2010 obsłużył ponad 5 mln pasażerów. Jest główną bramą do stanu Sabah i na Borneo. Nowy Terminal 1 ma 64 odpraw dla lotów krajowych i międzynarodowych; 17 zatok dla samolotów mogących pomieścić zarówno szerokie i wąskie samolotów i budynek terminala może obsługiwać 3200 pasażerów na godzinę.

## Historia
Lotnisko początkowo działało jako lotnisko wojskowe zbudowane przez japońskiego okupanta w czasie II wojny światowej. To wtedy znane bało jako Jesselton Airfield (Kota Kinabalu był znany wcześniej jako Jesselton). Pod koniec wojny, poniosło ciężkie bombardowania przez aliantów do kapitulacji armii japońskiej w 1945 r.
Po wojnie, Departament Lotnictwa Cywilnego (DCA) z Północnego Borneo (obecnie Sabah) podjęła się operacji i utrzymania lotniska. W 1957 roku oryginalny trawiasty pas startowy zmieniał nawierzchnię na asfaltową i nowy terminal został wybudowany. W 1959 roku pas startowy został przedłużony do 1593 metrów długości, aby umożliwić obsługiwanie samolotu Vickers Viscount Malaysia Airways. W 1963 roku miała miejsce wzmocnienie i dalszy rozwój pasa startowego do 1921 metrów w celu obsługiwana Comet 4. Loty komercyjne i przyloty pasażerów stopniowo zwiększały się i wymusiły budowę większego terminalu.
W 1969 roku brytyjska firma doradztwa została powołana do opracowania planu działań etapami i zorganizowane rozwoju KKIA od 1970 do 2000 roku i później. Plan został przedłożony rządowi na następujące zalecenia:
- Wzmocnienie i rozbudowę pasa startowego do 2987 metrów w celu zaspokojenia Boeingów 707 i 747.
- Budowę nowego kompleksu terminala i równoległej drogi kołowania, które łączą się z pasem startowym.
- Zapewnienie urządzeń nawigacyjnych, usług komunikacyjnych i nowoczesny system światła pasa startowego.

Około 1970 do 1980, nowsze budynki terminala zbudowano po drugiej stronie pasa startowego. Prawie wszystkie komercyjne loty zostały przesunięte do nowego i większego terminalu. Od tego czasu aż do niedawna, pierwszy terminal znany było jako lotniska Lama ("stare lotnisko"). W 1992 roku DCA Sabah zostało włączone do Malaysia Airports Holdings Berhad, które przejęło zarządzania i eksploatację lotniska. Ponadto projekt rozbudowy dwóch terminali rozpoczął się w 2006, w styczniu 2007 r. pierwszy terminal został przemianowany na Terminal 2, a drugi stał się znany jako Terminal 1.

## Rozbudowa
W połowie 2005 roku malezyjski rząd zatwierdził projekt renowacji i rozbudowy KKIA wartej 1.4 mld RM. Projekt przewiduje rozbudowę 2988 m pasa startowego do 3780 m i powiększenie budynku głównego terminala lotniska (Terminal 1) z 34 000 m² do 87 000 m². W nowym budynku terminal lotniska będzie mógł pomieścić cztery Boeingi 747, jednego Airbusa A330, siedem Boeingów 737, trzy Fokkery 50 i trzy Dorniery w jednym czasie. Będzie posiadał 12 rękawów do użytku pasażerów. Obecna wieża kontroli lotów, który jest dołączona do głównego budynku terminalu zostanie zburzona i zostanie zastąpiona przez osobną, samodzielną wieżę. Cały projekt wraz z rozbudową pasa startowego ma zostać zakończony w połowie 2009 r.

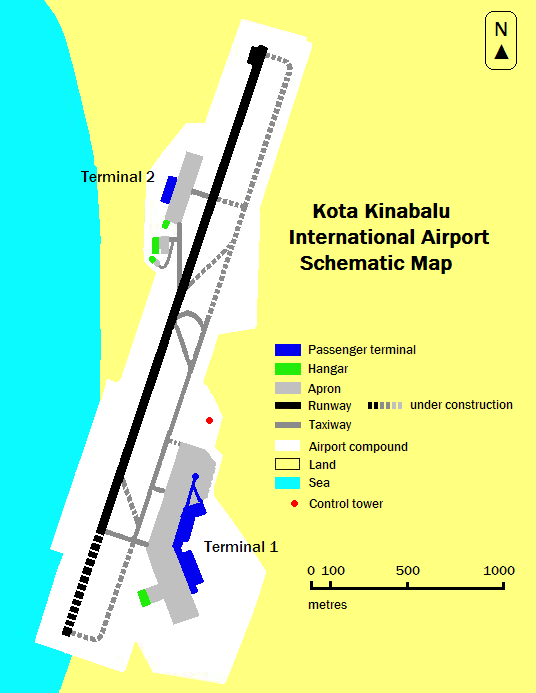
Schemat lotniska

Po wykonaniu całego projektu, lotnisko będzie w stanie obsłużyć Airbusa A380, największego na świecie samolotu pasażerskiego. Lotnisko będzie również drugim pod względem wielkości lotniskiem w Malezji o rocznej wydajności 12 milionów pasażerów - 9 mln w terminalu 1 i 3 mln w terminalu 2.

## Terminale

### Terminal 1
Terminal 1 jest głównym terminalem znajduje się na obszarze KKIA Kepayan. Jest ona dostępny za pośrednictwem Jalan Kepayan, Jalan Lintas i Jalan Putatan. Obecnie główna część przeżywa ogromny remont i rozbudowę. Kiedy będzie on zakończony, terminal będzie w stanie obsługiwać 9 milionów pasażerów rocznie, w porównaniu do poprzednich możliwości, które wynosiły 2,5 mln pasażerów rocznie. Posiada również sklepy wolnocłowe, inne sklepy, salony, biura podróży, restauracje i wiele innych.
Nowe skrzydło Terminalu 1 (faza 1) zostało oddane do użytku komercyjnego w dniu 19 sierpnia 2008, podczas gdy drugie skrzydło (faza 2) zostało zamknięte z powodu remontu i ma być zakończone do maja 2010. Będzie również posiadać miejsce dla małych samolotów pasażerskich. Po ukończeniu całego terminalu, pierwsze skrzydło będzie obsługiwać loty międzynarodowe, podczas gdy drugie będzie dla lotów krajowych. Po zakończeniu, Terminal 1 będzie wyposażony w:
- 64 odpraw dla lotów krajowych i międzynarodowych
- 2 urządzenia bagażowe x-ray i 5 urządzeń rentgenowskich (3 do wyjazdu, 1 dla VIP-ów i 1 dla personelu)
- 36 liczników imigrantów (16 odlotów i 20 w przylotów)
- 6 karuzeli bagażowych
- 3 piętra poziomie (Parter: hala przylotów, pierwsze piętro: Biuro i linie lotnicze, drugie piętro: odprawy i hala odlotów)
- 9 rękawów
- 17 zatok parkingowych samolotów mogących pomieścić zarówno szerokie i wąskie samoloty
- 1400 miejsc parkingowych

### Terminal 2

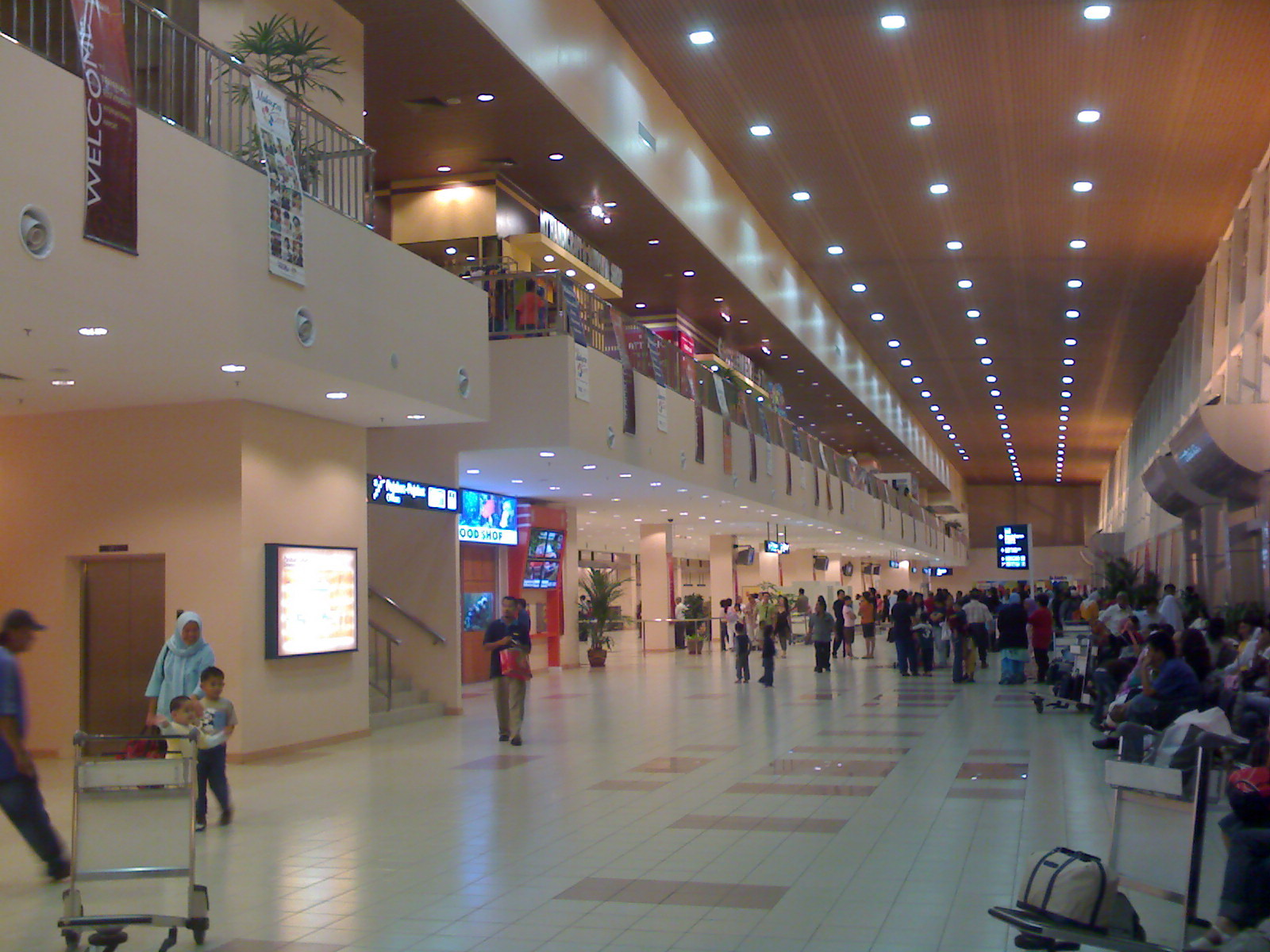
Terminal 2

Dzisiejszy Terminal 2 to wykorzystywany pierwotny budynek terminalu lotniska, który został zbudowany. Jest dostępna za pośrednictwem Jalan Mat Salleh w Tanjung Aru i znajduje się po drugiej stronie pasa startowego z Terminalem 1. Terminal 2 jest przeznaczony dla czarterowych i tanich przewoźników. Czasami jest nazywany LCCT. Terminal 2 został niedawno wyremontowany i rozbudowany i ponownie otwarty 1 stycznia 2007 r. w połączeniu z Visit Malaysia Year 2007. Został on ukończony 27 miesięcy przed terminem. Mimo że jest odnowiony, obsługuje tanich przewoźników, a mianowicie AirAsia, nie jest to terminal nisko kosztowy (LCCT), jak w LCCT Kuala Lumpur International Airport i inne pełne linie lotnicze mogą korzystać z terminala. Posiada 26 odpraw dla lotów krajowych i międzynarodowych oraz 6 zatok parkingowych dla B737 i A320 oraz 7 urządzeń rentgenowskich dla bagażu, salę VIP i 13 liczników imigracji. Terminal ma zdolność do obsługi 3 mln pasażerów rocznie.

## Połączenia z lotniska Kota Kinabalu

### Terminal 1
- Asiana (Seul-Incheon)
- Dragonair (Hongkong)
- Korean Air (Seul-Incheon)
- Malaysia Airlines (Kuala Lumpur, Kuching, Perth, Sandakan, Szanghaj, Tajpej-Taoyuan, Tawau, Tiencin, Tokio-Narita, Penang[sezonowo])
  - MASwings (Bintulu, Kuching, Kudat, Labuan, Lahad Datu, Lawas, Miri, Mulu, Sandakan, Sibu, Tawau, Bandar Seri Begawan [od 1 października])
- Royal Brunei Airlines (Bandar Seri Begawan)
- SilkAir (Singapur)

### Terminal 2
- AirAsia (Clark, Hongkong, Dżakarta-Soekarno-Hatta, Johor Bahru, Kuala Lumpur, Kuching, Miri, Penang, Sandakan, Shenzhen, Singapur, Tajpej-Taoyuan, Tawau)
- Cebu Pacific (Manila)
- Eastar Jet (Seul-Incheon)
- Firefly (Johor Bahru, Kuala Lumpur)

### Czartery
- China Southern Airlines
- Hornbill Skyways
- Layang Layang Aerospace
- Sabah Air

### Cargo
- MASkargo
- Transmile Air Services